# 도립공원
도립공원(道立公園)은 대한민국의 국립공원에 준하는, 도가 관리하는 자연공원이다. 도립공원이 국립공원으로 승격되는 경우 또한 존재한다.

## 목록
- 경기도
  - 남한산성
  - 연인산
  - 수리산

- 강원특별자치도
  - 경포도립공원

- 충청남도
  - 대둔산
  - 덕산도립공원
  - 칠갑산

- 전북특별자치도
  - 대둔산
  - 마이산
  - 모악산
  - 선운산

- 전라남도
  - 두륜산
  - 조계산
  - 천관산
  - 불갑산

- 경상북도
  - 금오산
  - 문경새재
  - 청량산
- 경상남도
  - 가지산
  - 연화산

- 제주특별자치도
  - 마라해양 도립공원
  - 서귀포해양 도립공원
  - 성산일출해양
  - 우도해양
  - 제주 곶자왈
  - 추자